# Пура Бельпре
Пура Тереза Бельпре-і-Ногерас (ісп. Pura Teresa Belpré y Nogueras; 2 лютого 1899, Сідра, Пуерто-Рико — 1 липня 1982, Нью-Йорк, Нью-Йорк, США) — афро-пуерто-риканська педагогиня, перша пуерто-риканська бібліотекарка в Нью-Йорку. Була письменницею та лялькаркою, а також збирала народні казки.

## Біографія
Народилася в Сідрі, Пуерто-Рико. Існує деяка суперечка щодо дати її народження, яку вказували як 2 лютого 1899 року, 2 грудня 1901 року та 2 лютого 1903 року. 1919 року закінчила Центральну середню школу в Сантурсе, Пуерто-Рико, та вступила до Університету Пуерто-Рико в Ріо-П'єдрас, де планувала стати вчителем. Але 1920 року перервала навчання, щоб відвідати весілля своєї сестри Елізи в Нью-Йорку. Там Бельпре влаштувалася до публічної бібліотеки, у якій працювали молоді жінки різного етнічного походження. Вона їздила містом від Бронкса до Нижнього Іст-Сайду, розповідаючи історії англійською й іспанською мовами, чого раніше не робили. Це допомогло подолати бар'єр, що бібліотека «тільки англійська». За винятком коротких перерв, Бельпре мешкала у Нью-Йорку до кінця свого життя.

## Бібліотечна справа
1921 року приєдналася до Публічної бібліотеки Нью-Йорка, і вона стала новатором в охопленні пуерто-риканської громади. Проте, як і в багатьох пуерториканок, які емігрували до Нью-Йорка у XX столітті, першою її роботою була у швейній промисловості. Її володіння іспанською мовою, знання спільноти та літератури незабаром принесли їй посаду латиноамериканського помічника у філії публічної бібліотеки на 135-й вулиці в Гарлемі, її найняла та наставляла Ернестина Роуз, голова бібліотеки Гарлему. Бельпре стала першою пуерториканкою, яку прийняли на роботу в Нью-Йоркську публічну бібліотеку.
1925 року почала формальне навчання у бібліотечній школі Нью-Йоркської публічної бібліотеки. 1929 року через зростання кількості пуерториканців, які оселялися в південно-західному Гарлемі, Бельпре перевели до філії на 115-й вулиці. Вона швидко стала активним захисником іспаномовної спільноти, запроваджуючи двомовні години читання, купуючи книги іспанською мовою та реалізовуючи програми, основані на традиційних святах, як-от святкування Дня трьох королів. Також відвідувала зустрічі різних громадських організацій. Завдяки роботі Бельпре філія на 115-й вулиці стала важливим культурним центром для латиноамериканських мешканців Нью-Йорка, навіть приймала таких важливих латиноамериканських діячів, як мексиканський монументаліст Дієго Рівера. Бельпре продовжила розширювати коло читачів у філії на 110-й вулиці.

## Літературна кар'єра
Її бібліотечна кар'єра тісно пов'язана з літературною. У першому оповіданні, яке вона написала й опублікувала, «Перес і Мартіна» розповіла історію кохання між тарганом і мишкою. Бельпре також зібрала багато пуерто-риканських народних казок, які переклала англійською мовою й опублікувала.
1940 року познайомилася зі своїм майбутнім чоловіком, афроамериканським композитором і скрипалем Кларенсом Кемероном Вайтом. Вони одружилися 26 грудня 1943 року, і Бельпре залишила бібліотеку, щоб вирушити з чоловіком у тур і повністю присвятити письменництву. Коли 1960 року її чоловік помер, повернулася до бібліотеки на неповний робочий день як фахівець з іспанських дітей. 1968 року вийшла на пенсію, але її переконали приєднатися до нового бібліотечного проєкту Південного Бронкса, спрямованою на сприяння використанню бібліотеки та надання необхідних послуг латиноамериканцям у всьому Бронксі.
1962 року вийшло друком у США її перше велике оповідання про Хуана Бобо «Хуан Бобо та намисто королеви: пуерто-риканська народна казка».

## Смерть
Померла 1 липня 1982 року, отримавши премію мера Нью-Йорка за мистецтво та культуру того ж року. Її архіви зберігаються та підтримуються Центром пуерто-риканських досліджень у Гантерському коледжі в Нью-Йорку.

## Спадщина
1996 року заснували Премію Пури Бельпре. Це дитяча книжкова нагорода, яка надається щорічно латиноамериканському/латинському письменнику й ілюстратору, чиї роботи найкраще зображують, утверджують і відзначають латиноамериканський культурний досвід у видатному літературному творі для дітей та молоді. Премія спільно спонсорується Національною асоціацією сприяння бібліотечним та інформаційним послугам для латиноамериканців й іспаномовних громадян й Асоціацією бібліотечного обслуговування дітей, підрозділом Американської бібліотечної асоціації. У 1980-х роках Північно-східний відділ Національної асоціації сприяння бібліотечним та інформаційним послугам для латиноамериканців й іспаномовних громадян назвав свою нагороду за досягнення в дитячій книзі на її честь.

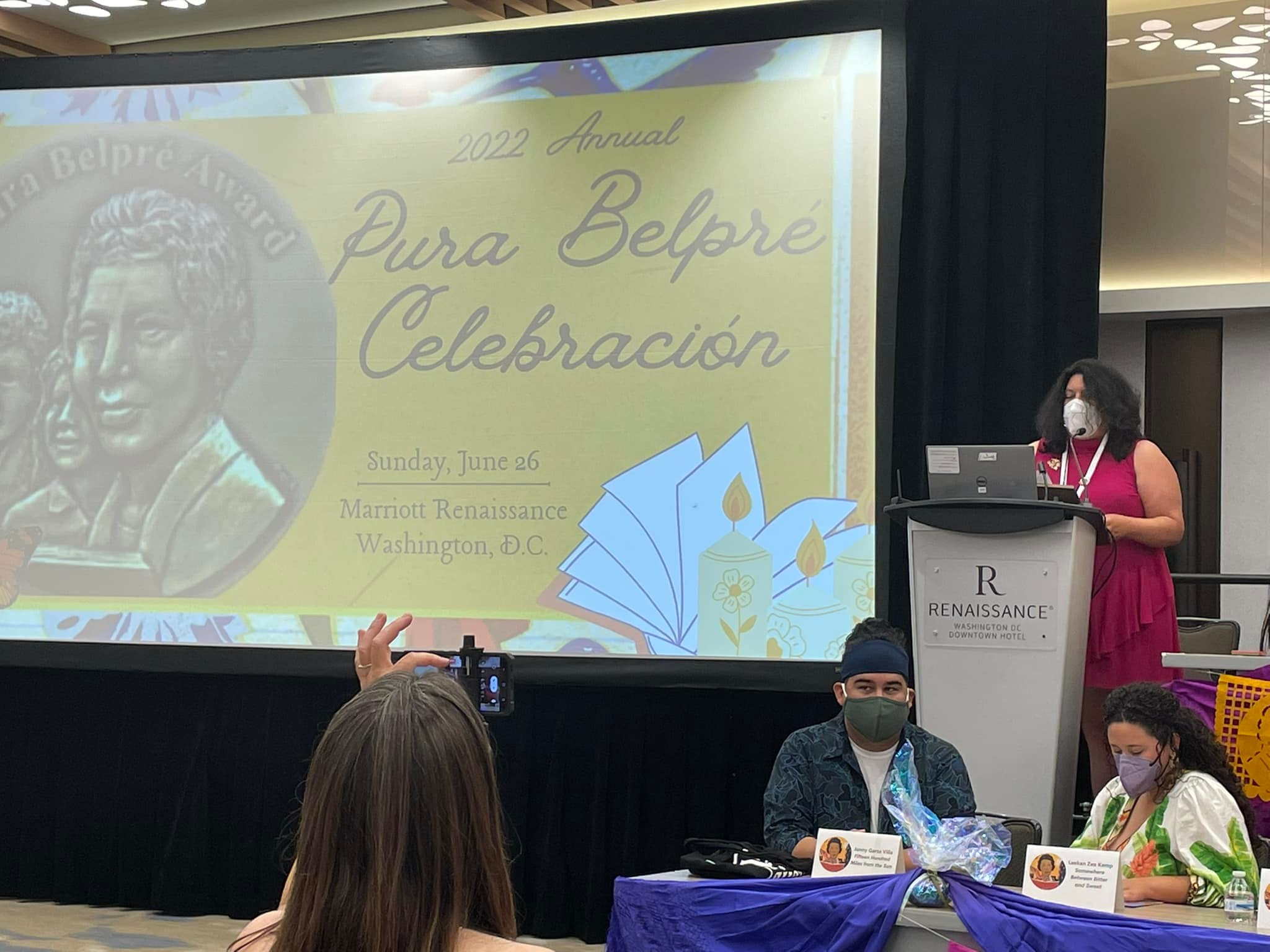
Святкування премії Пури Бельпре, 2022 рік

У Бронксі державна школа 64 Нью-Йорка названа на її честь. 2022 року 109-ту вулицю та Лексінгтон-авеню в Східному Гарлемі назвали на її честь.
2011 року створено документальний фільм про її життя та творчість, який доступний для перегляду у Гантерському коледжі.
Документи Пури Бельпре, які зберігаються в архіві діаспори Пуерто-Рико в Центрі пуерто-риканських досліджень, — «є важливим джерелом для вивчення дитячої літератури Пуерто-Рико, народних казок і легенд. Вони є цінними для вивчення зв'язків між пуерто-риканською спільнотою та установою, як-от Публічна бібліотека Нью-Йорка. Крім того, вони документують формування та організаційний розвиток пуерто-риканської громади в Нью-Йорку».

## Виноски
1. ↑  Лист від Вініфред О'С. Люті від 5 травня 1969 року для Пури Бельпре визнає бажання Бельпре, щоб дата народження Бельпре вказувалась як 2 лютого 1903 року.[7]